# T.T.K. DRAMA SPECIAL
T.T.K. DRAMA SPECIAL（ティーティーケイドラマスペシャル）は『天才てれびくん』で放送されていたコーナードラマ。

## 概要
『天才てれびくん』初のドラマコーナー。放送されるドラマは1話約12分。総集編では1回25分の番組枠を全部使って2話連続で再放送された。
メインCGキャラクター・てっちゃんからの「少年ドラマを作れ」という指令もあり、NHK総合テレビの18時台に放送されていた『少年ドラマシリーズ』（定時放送：1972年1月 - 1978年3月）を意識した内容となっている。
「転校生マオ」の成功を受けて『ジュニアドラマシリーズ』として発展させる計画が持ち上がったため、1995年度の1学期で終了。『ジュニアドラマシリーズ』の第1作である「クラインの壺」（1996年3月18日 - 29日）は『天才てれびくん』の月曜生放送（1996年1月8日、15日）で番組宣伝されたが、『ジュニアドラマシリーズ』はシリーズ化されずに1作品の放送で終わった。

## 転校生マオ
1994年4月7日から1994年7月7日まで木曜日に放送。全12回。主演は新井健。

### あらすじ
ミカの通う南海浜第五新星小学校3年1組に木崎麻生と言う転校生がやってくる。彼が来てから学校の周辺で奇妙な事件が起こっていた。ある日「麻生は2人いる!」と言う噂が流れる。ミカとマリモは「普段の麻生はとても優しく真面目な子なのに」と戸惑いながらも、転校生マオの謎を探り始める。

### キャスト
- 木崎麻生（演：新井健 / 幼年時代：吉田征也）

主人公。優しくて臆病者の麻生と、不思議な青色の力を持った悪意のマオの二つの人格が存在する。
- 結城ミカ（演：清水真実）

ミカの視点でドラマが進行。優しい麻生にほのかに恋心を抱く。
- 真行寺レナ（演：小野智子）

神社の女の子。特別な赤色の力の持ち主で、鳥や魚と会話できる。
- 長谷川マリモ（演：金沢明蘭）
- 大場ケンタ（演：雨宮章郎）
- 柳沢トオル（演：杉山丈二）
- 井上由雄（演：柴田綾太）
- 山崎アキラ（演：立澤貴明）
- 3年1組（演：劇団いろは）
- 先生（演：便辺弁）

3年1組担任。
- 校長（演：翠敏夫）
- ユウマ（演：立澤真明）
- 声（声：大友龍三郎）

闇の世界の意思。マオ達に指令を出している。
- ナレーション（声：千葉繁）

### 用語
シード
悪意の種、シードになった者は人を憎んだり悪いことをする気持ちが強くなっていってしまう。
フラワー
シードが進化した状態、フラワーに昇格するとマオの力が無くともシードを増やす事ができる。

### 放送日程
1994年放送。
| 話 | 副題   | 本放送  | 総集編  |
| -- | ------ | ------- | ------- |
| 01 | 転校生 | 4月07日 | 7月27日 |
| 02 | 予感   | 4月14日 | 7月27日 |
| 03 | 事故   | 4月21日 | 7月28日 |
| 04 | 疑惑   | 4月28日 | 7月28日 |
| 05 | 仮面   | 5月12日 | 8月01日 |
| 06 | 追求   | 5月19日 | 8月01日 |
| 07 | 消失   | 5月26日 | 8月02日 |
| 08 | 救出   | 6月02日 | 8月02日 |
| 09 | 逆転   | 6月16日 | 8月03日 |
| 10 | 覚醒   | 6月23日 | 8月03日 |
| 11 | 反撃   | 6月30日 | 8月04日 |
| 12 | 終焉   | 7月07日 | 8月04日 |

### 書籍
メディアワークス電撃ジュニアノベルズより小説化。著者は渡辺シゲル。
1. 1995年2月28日 ISBN 9784073027126 [2]
2. 1995年4月27日 ISBN 9784073028185 [3]

### スタッフ
- 脚本：渡辺シゲル、佐藤菜穂子
- CG：田中秀幸
- 撮影協力：江戸川区立新田小学校

## ミステリーの館
1994年9月15日から1995年1月26日まで木曜日に放送。全16回。主演は前田愛、高田瑞紀、岡本康行、西坂やすよ。

### あらすじ
4人の子供がブレンバスター伯爵によって、 「ミステリーの館」 に監禁される。 そこから出るためには、画面から見せられる4つの事件を解決しなければならない。 

### キャスト
主要人物
- アイ（演：前田愛）
- ミズキ（演：高田瑞紀）
- ヤス（演：岡本康行）
- ラナ（演：西坂やすよ）
- ブレンバスター伯爵（声：千葉繁）

洋館殺人事件
- 二階堂道造（演：新井豊夫）
- 二階堂アツシ（演：大森享裕）
- 二階堂シュウヘイ（演：中島祥介）
- 二階堂カオリ（演：海老沢舞）
- キジマ（演：坂元貞美）

遊園地誘拐事件
- 最上（演：内山森彦）
- 亜紀子（演：佐藤衣里子）
- 加賀（演：花房徹）
- 警備員（演：藤村泰之）
- 植木係（演：根元和史）
- ゲームセンター係（演：合野琢真）
- 切符係（演：小野田由紀子）
- 営繕係（演：丸林昭夫）
- 売店店員（演：大河内聡子）
- お化け屋敷係（演：宮沢彰）
- 着ぐるみ係（演：渡庄太）

はなれ島に隠された鍵
- タガーノ（演：上田忠好）
- パオロ（演：宇津木真）
- マリオ（演：蔵一彦）
- カルロス（演：沖忠雄）
- ソフィア（演：花井みを）
- プルート（演：小川裕之）

宇宙航海士殺人事件
- カイ（演：森功太郎）
- クラ（演：松本一真）
- キリ（演：村山里奈）
- コスモ（演：斉藤恵理香）
- レーン校長（演：エイロー・マリノエル・雅美）

### 用語
協力者
事件の関係者の中で1人だけ館の4人と言葉を交わせる人物がおり、その人物を介して得た情報から4人が謎を解くようになっている。ただし宇宙航海士殺人事件では協力者がおらず、その代わりヤスが事件の起こっている世界に入って情報を集めていた。
アンサーボタン
すべての謎が解けたときに押されるべきボタン。押すと事件の起こっている世界へと入ることが出来る。ただし、離れ島に隠された鍵のときは例外として謎が解ける前にアンサーボタンを押している。協力者が倒れ、情報収集が不可能となったためである。

### 放送日程
| サブタイトル         | サブタイトル | 初回放送日     | 総集編        |
| -------------------- | ------------ | -------------- | ------------- |
| 洋館殺人事件         | 第1回        | 1994年09月15日 | 1995年 1月2日 |
| 洋館殺人事件         | 第2回        | 1994年09月22日 | 1995年 1月2日 |
| 洋館殺人事件         | 第3回        | 1994年09月29日 | 1995年 1月3日 |
| 洋館殺人事件         | 第4回        | 1994年10月06日 | 1995年 1月3日 |
| 遊園地誘拐事件       | 第1回        | 1994年10月20日 | 1995年 1月4日 |
| 遊園地誘拐事件       | 第2回        | 1994年10月27日 | 1995年 1月4日 |
| 遊園地誘拐事件       | 第3回        | 1994年11月03日 | 1995年 1月5日 |
| 遊園地誘拐事件       | 第4回        | 1994年11月10日 | 1995年 1月5日 |
| はなれ島に隠された鍵 | 第一回       | 1994年11月24日 | 1995年 2月6日 |
| はなれ島に隠された鍵 | 第二回       | 1994年12月01日 | 1995年 2月6日 |
| はなれ島に隠された鍵 | 第三回       | 1994年12月08日 | 1995年 2月7日 |
| はなれ島に隠された鍵 | 第四回       | 1994年12月15日 | 1995年 2月7日 |
| 宇宙航海士殺人事件   | 第1回        | 1994年12月29日 | 1995年 2月8日 |
| 宇宙航海士殺人事件   | 第2回        | 1995年01月12日 | 1995年 2月8日 |
| 宇宙航海士殺人事件   | 第3回        | 1995年01月19日 | 1995年 2月9日 |
| 宇宙航海士殺人事件   | 第4回        | 1995年01月26日 | 1995年 2月9日 |

### スタッフ
- 脚本
  - 野辺朋史
  - 星みつる - 洋館殺人事件
  - 安藤知也 - 遊園地誘拐事件
  - 菅場良朗 - はなれ島に隠された鍵
  - 金高成起 - 宇宙航海士殺人事件

## 悪夢の王
1995年4月8日から1995年7月7日まで金曜日（初回のみ土曜日）に放送。全12回。主演は新井健、前田亜季、鹿島かんな、杉山丈二、岡本康行。

### あらすじ
悪夢の王を蘇らせようとする龍波に立ち向かうサトル、ユキコ、カオリ、コウ、ケンジ。

### キャスト
- サトル（演：新井健）
- ユキコ（演：前田亜季）
- カオリ（演：鹿島かんな）
- コウ（演：杉山丈二）
- ケンジ（演：岡本康行）
- 龍波（演：樋浦勉）
- 星野看護婦（演：高取菜南）
- 岡看護婦（演：安室満樹子）
- 安部看護婦（演：前田倫子）
- 医師（声：飯田浩幾）
- ロム（声：深雪さなえ）
- 夢の王（演：藤本かをる）
- 悪夢の王（声：大友龍三郎）
- コウの父（演：岩尾拓志）
- コウの母（演：鷹觜宮洋子）
- 林少年（演：小川勝久）
- 自転車の少女（演：菅野佑美）
- おばあさん（演：露原千草）
- 母（演：鈴木ひろ子）
- 兄（演：中川惠一）
- 妹（演：百瀬茉莉奈）
- 見張り医師（演：中村元則）
- 子供A（演：沢田雄希）
- 子供B（演：木下隼輔）
- ナレーション（声：大友龍三郎）

### 放送日程
1995年放送。
| 話 | 本放送  | 総集編  |
| -- | ------- | ------- |
| 01 | 4月08日 | 5月04日 |
| 02 | 4月14日 | 5月04日 |
| 03 | 4月21日 | 5月05日 |
| 04 | 4月28日 | 5月05日 |
| 05 | 5月12日 | 6月08日 |
| 06 | 5月19日 | 6月08日 |
| 07 | 5月26日 | 6月09日 |
| 08 | 6月02日 | 6月09日 |
| 09 | 6月16日 | 7月13日 |
| 10 | 6月23日 | 7月13日 |
| 11 | 6月30日 | 7月14日 |
| 12 | 7月07日 | 7月14日 |

### スタッフ
- 脚本：高瀬雅文、森下明彦